# Dolișnie, Mîkolaiiv
Dolișnie (în ucraineană Долішнє) este un sat în comuna Horișnie din raionul Mîkolaiiv, regiunea Liov, Ucraina.

## Demografie
Componența lingvistică a localității Dolișnie
     Ucraineană (100%)
Conform recensământului din 2001, toată populația localității Dolișnie era vorbitoare de ucraineană (100%).